# Brandon McCoy
Brandon Lee McCoy (Chicago, 11 juni 1998) is een Amerikaans basketballer.

## Carrière
McCoy speelde collegebasketbal van 2017 tot 2018 voor de UNLV Runnin' Rebels. Hij werd niet gekozen in de NBA draft van 2018 maar speelde in de NBA Summer League voor de Milwaukee Bucks. Hij tekende nadien een trainingskamp contract bij hen maar dat werd in september ontbonden. Hij tekende daarna in september bij de New Orleans Pelicans en speelde met hen een aantal oefenwedstrijden maar slaagde er niet in de eerste ploeg te halen en zijn contract werd verbroken begin oktober. Hij speelde daarna het seizoen bij de Wisconsin Herd in de NBA G League. In de zomer van 2019 speelde hij in de NBA Summer League bij de Minnesota Timberwolves. Hij keerde voor het seizoen 2019/20 terug naar de Wisconsin Herd.
In januari 2021 tekende hij een contract bij KK Zlatibor in de Servische competitie. Daarna speelde hij een maand voor Caciques de Humacao in Puerto Rico. Hij speelde in de zomer van 2021 in de NBA Summer League voor de Miami Heat. In augustus 2021 tekende hij een contract bij de Belgische eersteklasser BC Oostende. Hij liep echter in oktober 2021 een blessure op waardoor hij voor de rest van het seizoen out was.
In 2022 werd hij gekozen in de NBA G League draft als 16e in de tweede ronde door de Sioux Falls Skyforce. In februari 2023 tekende hij een contract bij de Skyforce en speelde bij hen de rest van het seizoen. Hij speelde in de zomer van 2023 in de NBA Summer League voor de Miami Heat. Zijn contract werd ontbonden op 11 augustus 2023. Hij ging vanaf oktober 2023 opnieuw spelen bij de Sioux Falls Skyforce.
In mei 2024 tekende hij bij de Tijuana Zonkeys in de CIBACOPA. In juli 2024 tekende hij in de Canadese CEBL bij de Brampton Honey Badgers. Hij tekende in december 2024 bij het Indonesische Borneo Hornbills. Hij speelde vanaf begin juli 2025 voor het Mexicaanse Soles de Mexicali.

## Erelijst
- Belgisch landskampioen: 2022